# Překlad globálního názvu
Překlad globálního názvu (anglicky Global Title Translation, GTT) slouží v telekomunikačních sítích k převodu adresy (telefonního čísla – MSISDN, čísla SIM karty – IMSI, apod.) na skutečnou cílovou adresu nebo na adresu SCP – síťové databáze, která obsahuje data o účastníkovi potřebná ke zpracování volání nebo poskytnutí určité služby.